# Lehmkuhlen
Lehmkuhlen là một đô thị thuộc huyện Plön, trong bang Schleswig-Holstein, nước Đức. Đô thị Lehmkuhlen có diện tích 31,23 km², dân số thời điểm 31 tháng 12 năm 2006 là 1485 người.

## Points of interest
- Arboretum Lehmkuhlen